# Адальдалюр
Адальдалюр (исл. Aðaldalur, исландское произношение: [ˈaːðalˌtalʏr̥]) — долина на севере Исландии.

## Характеристика
Долина Адальдалюр отделяет горный хребет Флатейярдальсхейди (на западе) от горного массива Рейкьяхейди (на востоке), протянувшись с севера на юг между заливом Скьяульванди и озером Вестмансватн почти на 25 км. Ширина от 8 до 11 км, площадь около 258 км². Высота от 6 на севере до 230 м на юге (возвышенность Хвамсхейди).
К югу от Адальдалюр расположена долины Рейкьядалюр, Лахсаурдалюр и Тегьяндадалюр, при этом не выделено чётких географических границ между этими долинами. Раньше поселения на территории долины образовывали отдельную общину Адальдальсхреппюр, но с 2008 года являются частью Тингейярсвейт.
Северная часть ложа долины, примыкающая к побережью залива Скьяульванди, представляет собой самую низкую и относительно ровную её часть, где находятся песчаные дюны и простираются песчаные поля. Ранее эта часть Адальдалюр была с достаточно скудной растительностью, но в середине XX века там проводили работы по закреплению песков, и с тех пор растительность сильно изменилась в лучшую сторону. Далее на юг долину покрывают несколько лавовых полей. Самое большое лавовое поле — Адальдальсхрёйн, имеет площадь около 100 квадратных километров, покрывает бо́льшую часть долины. Основными источниками лавы являлись извержения на Кетильдингья около 3500 лет назад и вулкана Трьенгслаборг возле Миватна около 2000 лет назад. Лавовые поля большей частью хорошо обросшие растительностью, в том числе мхами, карликовой берёзой и вереском. В южной части долины во многих местах довольно влажно и здесь лежат в основном озера и заросшие торфяные болота.
В Адальдалюр довольно много отдельных хуторов и ферм, но крупных поселений нет. На севере фермы в основном находятся на окраине Адальдальсхрёйна. Самой густонаселённой местностью являются окрестности вокруг поселение находится вокруг электростанции на Лаксарау и возле Хавралайкьярскоули, где есть источники геотермальной энергии. Недалеко Хавралайкьярскоули находится Ýdalir — общественный центр долины, где проводятся различные встречи, концерты и мероприятия. Есть церкви в Греньядарстадюре и в Несе.